# Анна Шведская (1545—1610)
Анна Густавсдоттер Ваза (Анна Мария; швед. Anna Gustavsdotter Vasa; 19 июня 1545 — 20 марта 1610) — шведская принцесса, в браке с Георгом Иоганном фон Пфальц-Фельденцем пфальцграфиня Фельденца (1562—1592). Третья (после Катарины и Сесилии)  дочь короля Швеции Густава I и его второй жены Маргариты Лейонхувуд. В 1592—1598 годах регентша Фельденца и Лаутерэка.

## Биография
В раннем детстве Анна, так же как и её братья и сёстры в королевской детской, находились в основном под опекой доверенной няни королевы-матери, Бригитты Ларс Андерссонс, двоюродной сестры своей матери Маргариты и знатной вдовы Ингрид Амундсдоттер.
Когда Анна была ещё маленькой, был заказан её портрет. Она вышла замуж за Георга Иоганна фон Пфальц-Фельденца в 1562 году. Ей дали большое приданое, и на свадьбу пригласили короля Дании. После свадьбы она уехала в Германию. Брак описывается как счастливый. Анна была советницей своего мужа; она умела образумить супруга, когда он затевал очередную авантюру. Анна также активно участвовала в брачных переговорах между своими братьями и различными немецкими дворянскими домами; в 1578—1579 годах она участвовала в переговорах о браке между королём Швеции Карлом IX и Анной Марией Пфальцской.
Она овдовела в 1592 году. После смерти своего супруга Анна Мария была вынуждена вести очень скромный образ жизни, поскольку её супруг оставил огромные долги, накопленные за всю жизнь: она весь остаток жизни пыталась выплатить долг в 300 тысяч флоринов. Она также была вынуждена стать посредника между своими сыновьями в их борьбе за наследство, поскольку её супруг разделил свои земли между ними. В 1592—1598 годах она была регентом неделимых территорий, а в 1598 году Георг Густав принял управление Фельденцем и Лаутерэком, в то время как его младшие братья получили другие территории.

## Дети

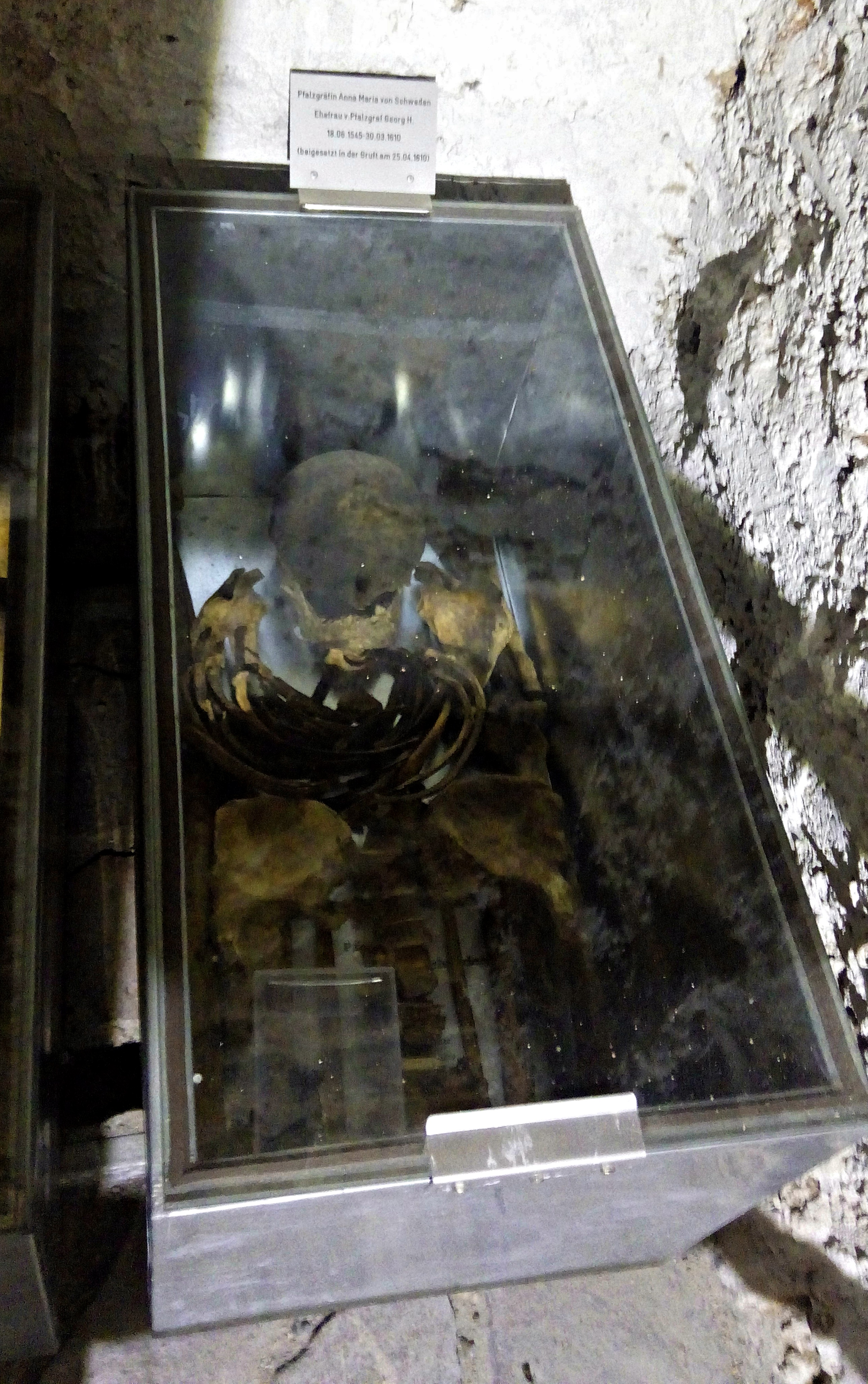
Гробница Анны Марии в Хашбах-ам-Ремигиусберге

20 декабря 1562 года Анна вышла замуж за Георга Иоганна фон Пфальц-Фельденца. У супругов было одиннадцать детей:
1. Георг Густав фон Пфальц-Фельденц (6 февраля 1564 — 3 июня 1634)
2. Анна Маргарита фон Пфальц-Фельденц (28 апреля 1565 — 2 октября 1566), умерла в детстве
3. Иоганн Руперт фон Пфальц-Фельденц (9 сентября 1566 — 1 октября 1567), умер в детстве
4. Анна Маргарита фон Пфальц-Фельденц (17 января 1571 — 1 ноября 1621), замужем за пфальцграфом Рихардом Зиммерн-Спонхеймским
5. Урсула фон Пфальц-Фельденц (24 февраля 1572 — 5 марта 1635), замужем за Людвигом III Вюртембергским
6. Иоганна Елизавета фон Пфальц-Фельденц (2 октября 1573 — 28 июля 1601)
7. Иоганн Август фон Пфальц-Лютцельштейн (26 ноября 1575 — 18 сентября 1611)
8. Людвиг Филипп фон Пфальц-Гуттенберг (24 ноября 1577 — 24 октября 1601)
9. Мария Анна фон Пфальц-Фельденц (9 июня 1579 — 10 октября 1579), умерла в младенчестве
10. Екатерина Урсула фон Пфальц-Фельденц (3 августа 1582 — 22 января 1595), умерла в детстве
11. Георг Иоганн II фон Пфальц-Лютцельштейн-Гуттенберг (24 июня 1586 — 29 сентября 1654)